# Xilin
Xilin (em chinês tradicional: 西林縣; chinês simplificado: 西林县; pinyin: Xīlín Xiàn; zhuang: Saelaem Yen) é um condado da Baise, localidade situada ao oeste da Região Autónoma Zhuang de Guangxi, na República Popular da China. Ocupa uma área total de 3.019 km². Segundo dados de 2010, Xilin possuí 151 200 habitantes, 66.14% das pessoas que pertencem ao grupo étnico Zhuang.